# Amanita regalis
Amanita regalis là một loài nấm trong họ Amanitaceae. Loài này được tìm thấy ở các nước Scandinavia, vùng phía đông và bắc châu Âu. Ở châu Mỹ, nấm xuất hiện hạn chế ở bang Alaska.

### Tìm hiểu thêm
- Jenkins DB (1986). Amanita of North America. Eureka, California: Mad River Press. ISBN 0-916422-55-0.